# Erminio Valenti
Erminio Valenti (Trevi, 1564 - Faenza, 22 de agosto de 1618) foi um cardeal do século XVII

## Biografia
Nasceu em Trevi em 1564. Seu sobrenome também está listado como Valente e Valenti de Trivio. Outro cardeal da família foi Ludovico Valenti (1759).
Obteve o doutorado em direito..
Advogado em Roma, foi admitido na corte do Cardeal Ippolito Aldobrandini, futuro Papa Clemente VIII, que mais tarde o designou como secretário do Cardeal Pietro Aldobrandini. Cânon da basílica patriarcal do Vaticano..
Criado cardeal sacerdote no consistório de 9 de junho de 1604; recebeu o gorro vermelho e o título de S. Maria in Traspontina, em 25 de junho de 1604. Participou do conclave de março de 1605, que elegeu o Papa Leão XI. Participou do conclave de maio de 1605, que elegeu o Papa Paulo V..
Eleito bispo de Faenza em 3 de agosto de 1605. Consagrado em 18 de setembro de 1605, na igreja de Santa Maria in Vallicella, Roma, pelo cardeal Pietro Aldobrandini, auxiliado por Luigi de Torres, arcebispo de Monreale, e por Laudivio Zacchia, bispo de Montefiascone..
Morreu em Faenza em 22 de agosto de 1618. Enterrado na igreja de S. Maria delle Lagrime, Faenza..